# Artal de Luna y Urrea
Artal de Luna y Urrea, VIII senyor de Luna (Esglésies, Sardenya, 1324) fou un noble aragonès del segle xiv. Fill de Lope Ferrench, VII senyor de Luna i germà de Pero López de Luna y Ximénez d'Urrea. Es va casar primer amb Constança Peres, II senyora de Sogorb, neta de Pere el Gran; després amb Constança d'Antillón; després amb Marina Sanz de Huerta. Alfons el Magnànim el va enviar a Nàpols amb una flota al rescat de Pere d'Aragó, que es dirigí a Sicília mentre deixava una guarnició al Castell Nou, i va morir amb el seu fill Artal durant el Setge d'Esglésies durant la Conquesta aragonesa de Sardenya.